# Oxyepoecus reticulatus
Oxyepoecus reticulatus är en myrart som beskrevs av Kempf 1974. Oxyepoecus reticulatus ingår i släktet Oxyepoecus och familjen myror. Inga underarter finns listade i Catalogue of Life.

## Bildgalleri

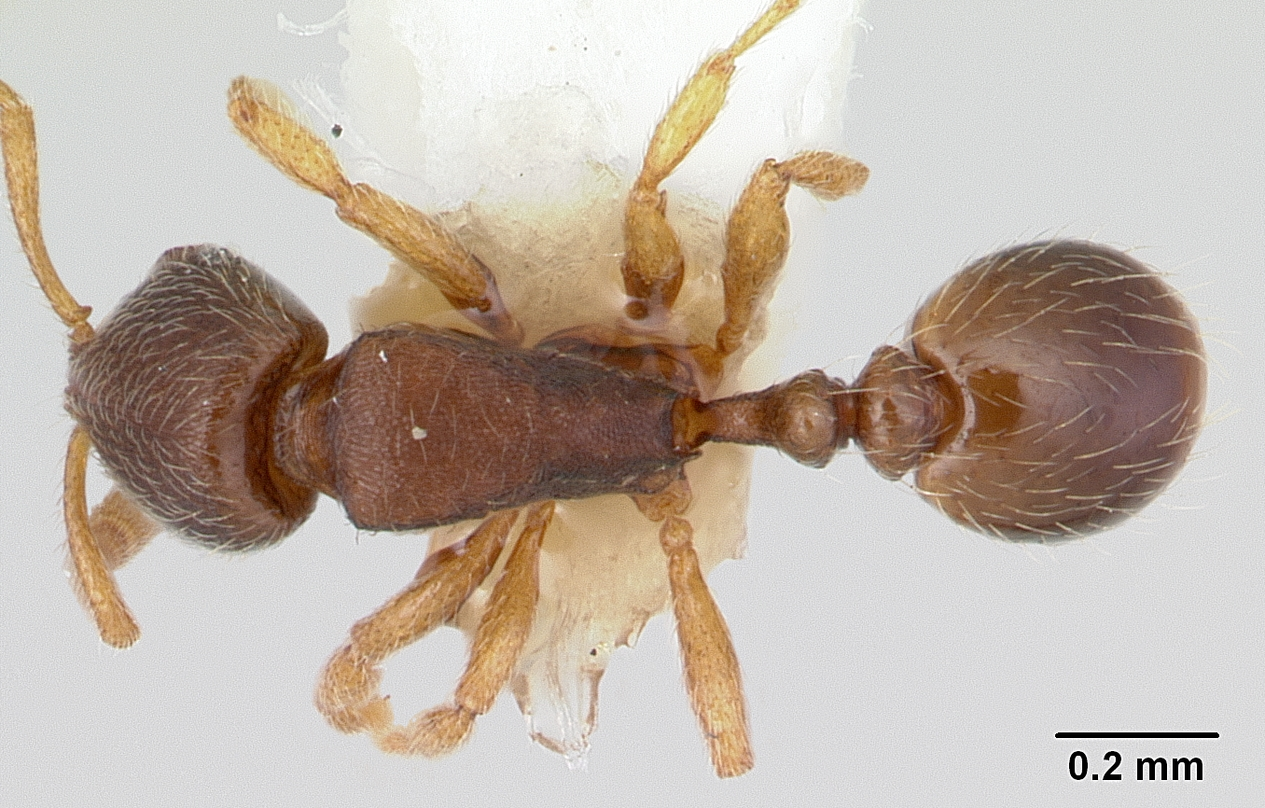
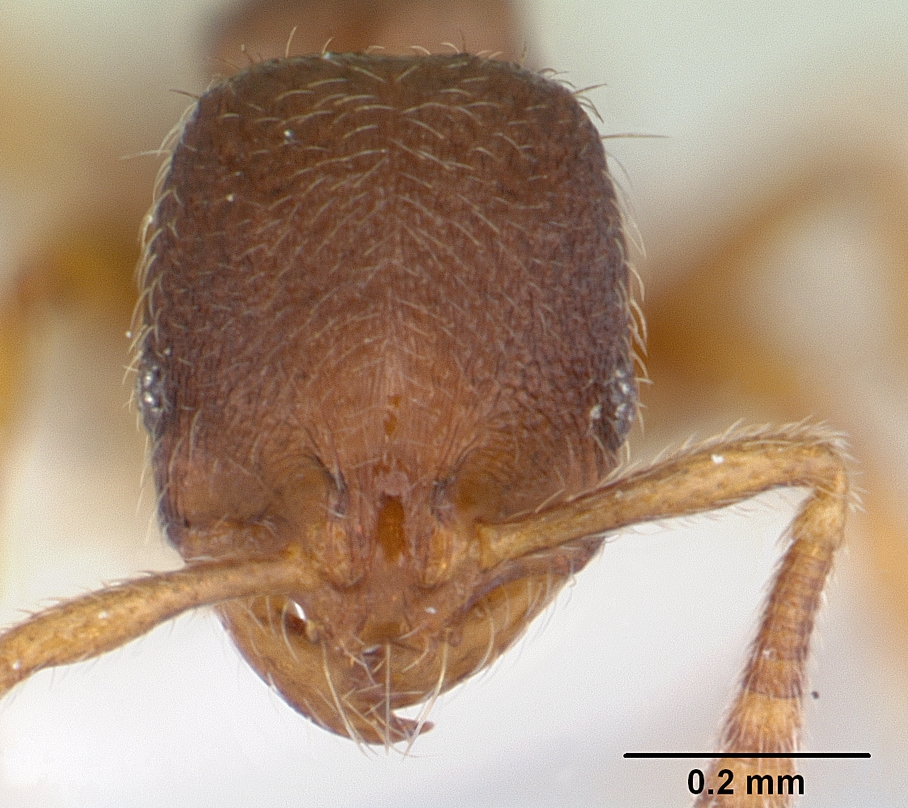
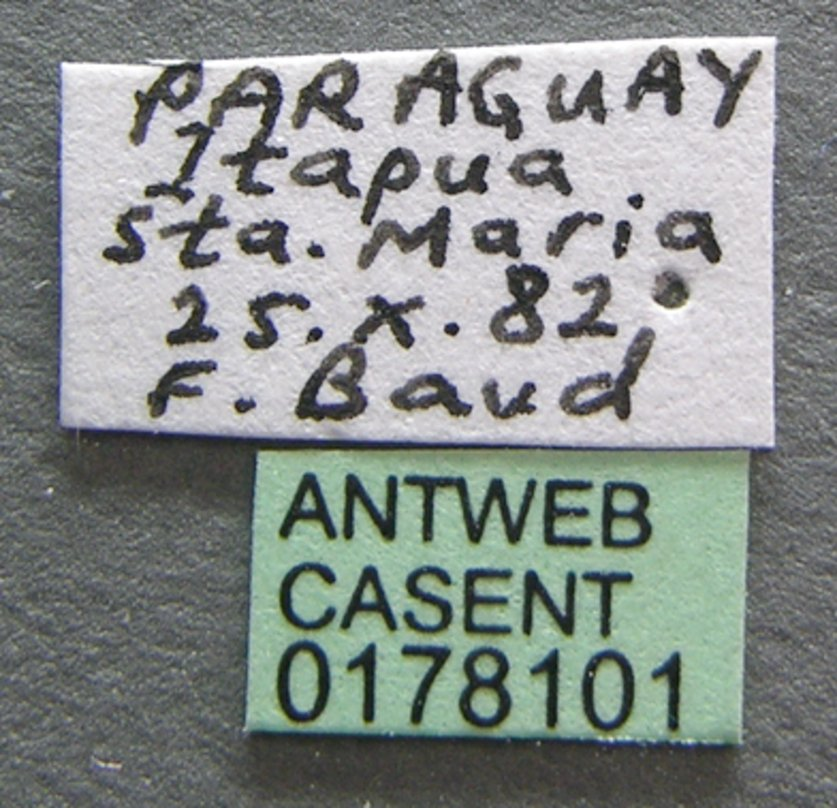
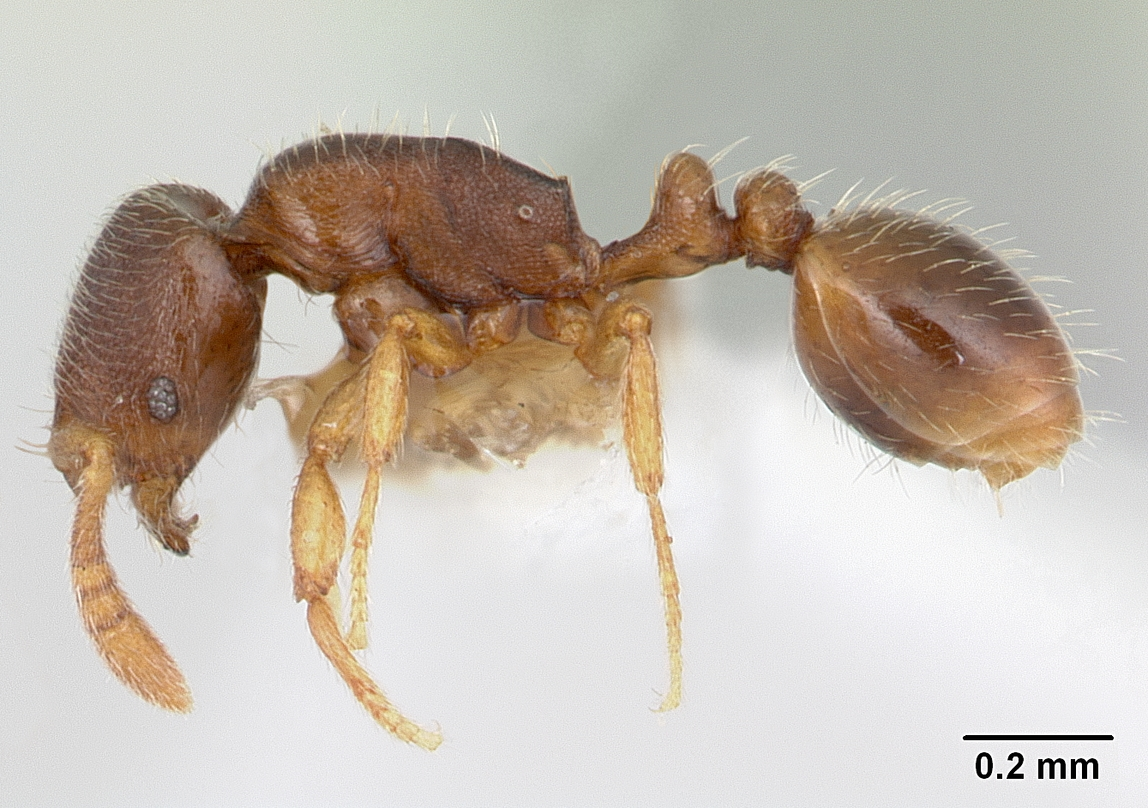